# Matthew Fitzsimmons
Matthew John Fitzsimmons (sinh ngày 10 tháng 12 năm 1913) là một cựu cầu thủ bóng đá người Anh thi đấu ở vị trí centre half cho Liverpool, Mather United và Ipswich Town. Ông cũng từng đầu quân cho York City vào thời chiến. Ông sinh ra ở Toxteth, Liverpool.